# Hellscore
Hellscore is een Israëlisch a capella metalkoor, dat in 2016 werd opgericht door zangeres Noa Gruman, bekend van de metalband Scardust. Het aantal leden bestaat uit ongeveer veertig, waarvan een deel zangers en een deel zangeressen. Gruman doet naast zangeres dienst als dirigente.

## Geschiedenis

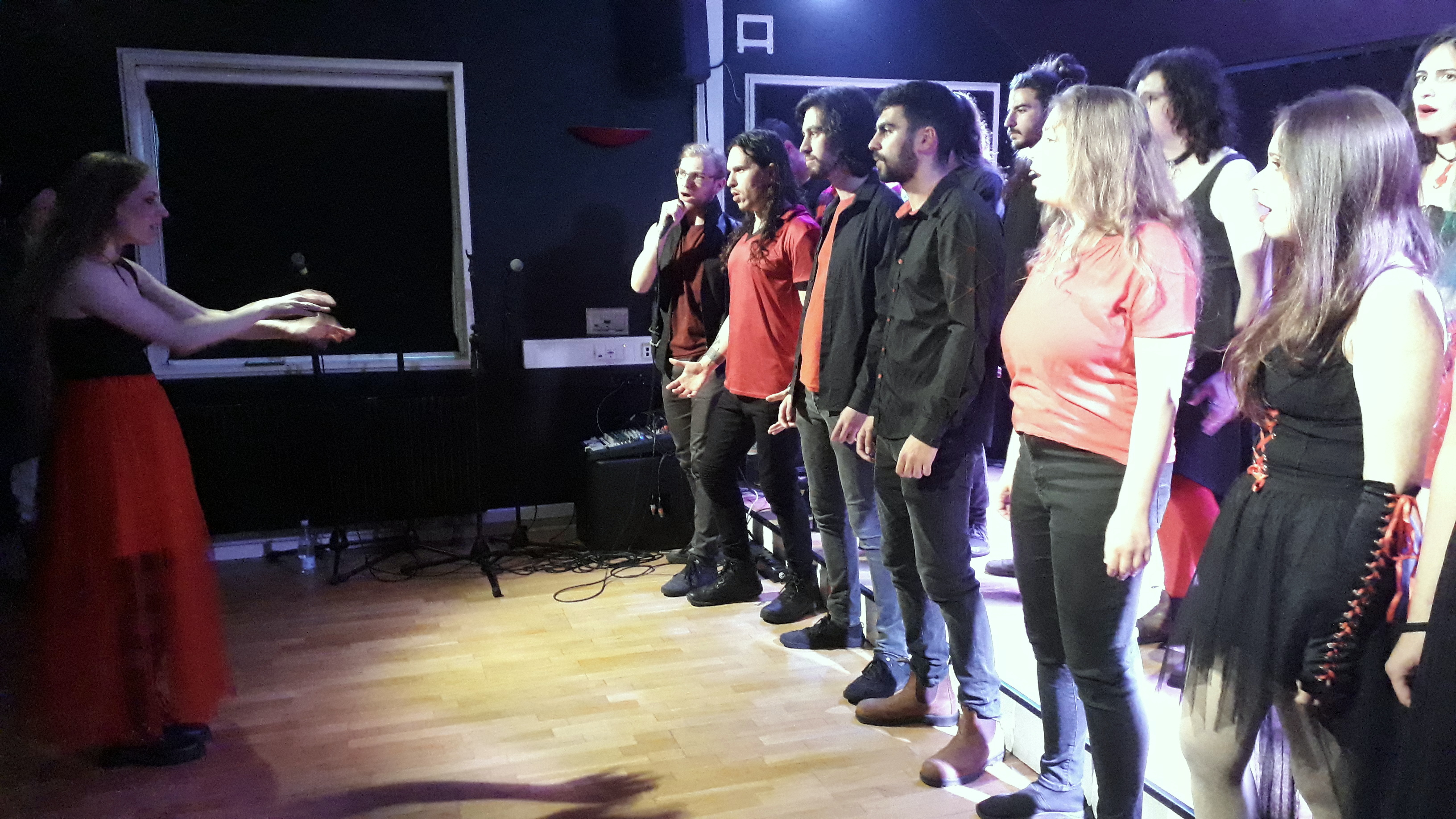
Optreden in Aalborg (2022)

Hellscore werd in 2016 in Israël opgericht door zangeres Noa Gruman. In het begin bestond het koor uit 12 tot 15 personen, maar sinds 2020 staat het aantal leden op ruim 40, onder wie Grumans zussen. De eerste single die het koor uitbracht, in 2017, was een a capella-cover van Aerials van de band System of a Down. In 2018 stond Hellscore op het driejaarlijks internationaal korenfestival Europa Cantat Festival, wat dat jaar gehouden werd in Tallinn. Als onderdeel daarvan gaf het koor op verschillende locaties in de stad optredens.

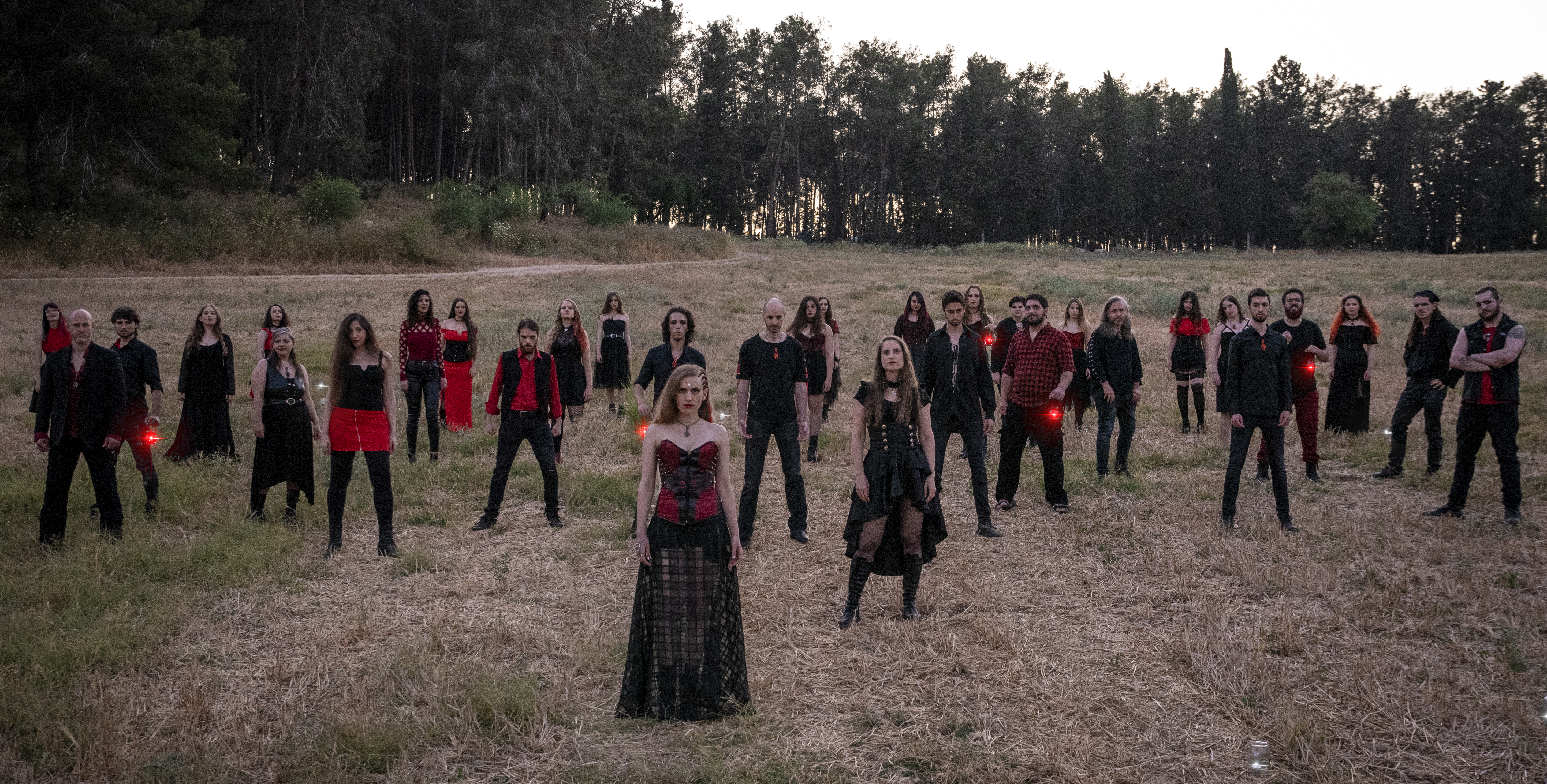
Nightwish-medley (2020)

In 2019 gaf Hellscore een optreden op het eveneens internationale korenfestival Aarhus Vocal Festival in de Deense stad Orgos, op het hoofdpodium, en won de prijs voor meest innovatieve uitvoering. Daarnaast gaf zangeres Noa Gruman tijdens het evenement een online-lezing over Hellscore. Ook verzorgde Hellscore in 2019 de zang op Patty Gurdy's album Pest & Power. Verder trad het koor op met Orphaned Land, wat in 2024 herhaald werd.
In 2020 bracht Hellscore een medley van nummers van Nightwish uit, het jaar erop gevolgd door een optreden met Orphaned Land tijdens een online-concert. Het concert werd online gehouden als gevolg van de coronacrisis. In april 2023 trad Hellscore op tijdens een groot evenement op het Givonplein in Tel Aviv.
Gedurende 2025 ging Hellscore voor het eerst op een Europese tournee.

## Stijl en samenwerkingen

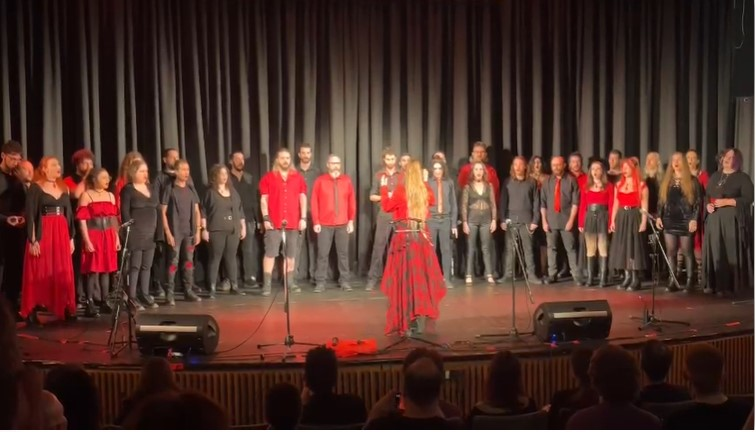
Optreden (2025)

Hellscore is actief binnen het metalgenre en zingt voornamelijk a capella en daardoor enigszins vergelijkbaar met de Duitse band Van Canto. Hellscore brengt zelf voornamelijk covers van nummers van rock- en metalbands uit, maar levert ook veelvuldig originele zang op albums van anderen, zoals van Scardust, Alestorm, Amorphis, Ayreon, Therion, Orphaned Land, Slipknot, Nitvish, Israëli Opera, Israëlisch Filharmonisch Orkest, Royal Music Academy Aalborg en Patty Gurdy.

## Discografie

### Singles
| Jaar | Titel                           | Opmerkingen                                       |
| ---- | ------------------------------- | ------------------------------------------------- |
| 2017 | Aerials                         | a capella-cover van System of a Down              |
| 2018 | Iron Maiden - A Cappella medley | a capella-medley van Iron Maiden-nummers          |
| 2018 | Afterlife                       | a capella-cover van Avenged Sevenfold             |
| 2019 | Electric Eye                    | live-a capella-cover van Judas Priest             |
| 2019 | ATTACK ON TITAN Op.1            | live-a capella-cover van Guren No Yumiya          |
| 2019 | Unsainted                       | a capella-cover van Slipknot                      |
| 2020 | Nightwish - A Cappella medley   | a capella-medley van Nightwish-nummers            |
| 2021 | In The End                      | a capella-cover van Linkin Park                   |
| 2021 | For Whom The Bell Tolls         | a capella-cover van Metallica                     |
| 2021 | Drink                           | a capella-cover van Alestorm, tevens een flashmob |
| 2021 | Cirice                          | a capella-cover van Ghost                         |
| 2022 | Going Under                     | a capella-cover van Evanescence                   |
| 2023 | The Eagle Flies Alone           | a capella-cover van Arch Enemy                    |
| 2023 | Цвіте терен                     | met The Pitches - a capella-cover van Illaria     |
| 2024 | Gimme chocolate!!               | a capella-cover van Babymetal                     |
| 2024 | Beelzeboss (The Final Showdown) | a capella-cover van Tenacious D                   |

### Als gastartiest (selectie)
| Jaar | Hoofdartiest    | Titel                                              | Opmerkingen |
| ---- | --------------- | -------------------------------------------------- | ----------- |
| 2018 | Hartsbane       | Tame - Live at the Zone                            | single      |
| 2018 | Orphaned Land   | Unsung Prophets & Dead Messiahs                    | album       |
| 2018 | Amorphis        | Queen of Time                                      | album       |
| 2019 | Patty Gurdy     | One by One                                         | single      |
| 2020 | Scardust        | Tantibus II LIVE                                   | single      |
| 2020 | Scardust        | Strangers                                          | album       |
| 2020 | Ayreon          | Transitus                                          | album       |
| 2021 | Star One        | Lost Children of the Universe                      | single      |
| 2021 | Therion         | Leviathan                                          | album       |
| 2022 | Star One        | Revel in Time                                      | album       |
| 2022 | Therion         | Leviathan II                                       | album       |
| 2022 | Scardust        | Evolution of the Disney Princess (But She's Metal) | single      |
| 2022 | Alestorm        | Seventh Rum of a Seventh Rum                       | album       |
| 2022 | Mental Fracture | Goodbye Forever                                    | single      |
| 2023 | Gloryhammer     | Return to the Kingdom of Fife                      | album       |